# Nadzeya Malasai
Nadzeya Malasai est une joueuse de volley-ball biélorusse née le 14 décembre 1990 à Baryssaw. Elle mesure 1,82 m et joue au poste de réceptionneuse-attaquante. Elle totalise 5 sélections en équipe de Biélorussie.

## Clubs
| Club                | De        | À         |
| ------------------- | --------- | --------- |
| Atlant Baranovitchi | 2002-2003 | 2012-2013 |
| Proton Balakovo     | 2013-2014 | 2014-2015 |
| Olympiakos Le Pirée | 2015-2016 | 2016-2017 |
| Minchanka Minsk     | 2017-2018 | 2017-2018 |
| VK Severianka       | 2019-2020 | 2019-2020 |
| Minchanka Minsk     | 2020-2021 | …         |

## Palmarès
- Coupe de la CEV
  - Finaliste : 2018.
- Challenge Cup
  - Finaliste : 2017.
- Championnat de Biélorussie
  - Vainqueur : 2008, 2009, 2011, 2012, 2018, 2020.
  - Finaliste : 2013.
- Championnat de Grèce
  - Vainqueur : 2016, 2017.
- Coupe de Grèce
  - Vainqueur : 2016, 2017.